# La marche folklorique Sainte Anne à Silenrieux (Unesco)
 (août 2025).
Motif : l'utilisateur qui a apposé ce bandeau n'a pas précisé le motif de la pose.
- Archive Wikiwix
- Bing
- Cairn
- DuckDuckGo
- E. Universalis
- Gallica
- Google
- G. Books
- G. News
- G. Scholar
- Persée
- Qwant
- (zh) Baidu
- (ru) Yandex

| 1. | Préciser le motif de la pose du bandeau. | Précisez le motif de la pose du bandeau en utilisant la syntaxe suivante : {{admissibilité à vérifier\|date=août 2025\|motif=remplacez ce texte par le motif}}                                                               |
| 2. | Informer les utilisateurs concernés.     | Pensez à avertir le créateur de l'article, par exemple, en insérant le code ci-dessous sur sa page de discussion : {{subst:avertissement admissibilité à vérifier\|La marche folklorique Sainte Anne à Silenrieux (Unesco)}} |

 (août 2025).
 (août 2025).
Si vous disposez d'ouvrages ou d'articles de référence ou si vous connaissez des sites web de qualité traitant du thème abordé ici, merci de compléter l'article en donnant les références utiles à sa vérifiabilité et en les liant à la section « Notes et références ».
 (août 2025).
La mise en forme du texte ne suit pas les recommandations de Wikipédia : il faut le « wikifier ».
Les points d'amélioration suivants sont les cas les plus fréquents :
- Les titres sont pré-formatés par le logiciel. Ils ne sont ni en capitales, ni en gras.
- Le texte ne doit pas être écrit en capitales (les noms de famille non plus), ni en gras, ni en italique, ni en « petit »…
- Le gras n'est utilisé que pour surligner le titre de l'article dans l'introduction, une seule fois.
- L'italique est rarement utilisé : mots en langue étrangère, titres d'œuvres, noms de bateaux, etc.
- Les citations ne sont pas en italique mais en corps de texte normal. Elles sont entourées par des guillemets français : « et ».
- Les listes à puces sont à éviter, des paragraphes rédigés étant largement préférés. Les tableaux sont à réserver à la présentation de données structurées (résultats, etc.).
- Les appels de note de bas de page (petits chiffres en exposant, introduits par l'outil «  Source ») sont à placer entre la fin de phrase et le point final[comme ça].
- Les liens internes (vers d'autres articles de Wikipédia) sont à choisir avec parcimonie. Créez des liens vers des articles approfondissant le sujet. Les termes génériques sans rapport avec le sujet sont à éviter, ainsi que les répétitions de liens vers un même terme.
- Les liens externes sont à placer uniquement dans une section « Liens externes », à la fin de l'article. Ces liens sont à choisir avec parcimonie suivant les règles définies. Si un lien sert de source à l'article, son insertion dans le texte est à faire par les notes de bas de page.
- La présentation des références doit suivre les conventions bibliographiques. Il est recommandé d'utiliser les modèles {{Ouvrage}}, {{Chapitre}}, {{Article}}, {{Lien web}} et/ou {{Bibliographie}}. Le mode d'édition visuel peut mettre en forme automatiquement les références.
- Insérer une infobox (cadre d'informations à droite) n'est pas obligatoire pour parachever la mise en page.

Pour une aide détaillée, merci de consulter Aide:Wikification.
Si vous pensez que ces points ont été résolus, vous pouvez retirer ce bandeau et améliorer la mise en forme d'un autre article.

## La marche folklorique Sainte Anne à  Silenrieux (Unesco)
activité  culturelle reconnue par l'Unesco

## Historique
Dès le Moyen Âge, les Silèneriverains célébraient tous les ans l’anniversaire de leur sainte patronne. C’était l’occasion de faire le tour de la paroisse (appelé le Tour Sainte-Anne). 
Durant les périodes difficiles et troublées par les guerres et les malfaiteurs, la milice rurale composée d’hommes de 20 à 60 ans accompagnait la procession, afin de maintenir l’ordre et de garantir la sécurité des citoyens.
Cette milice d’abord sécuritaire, deviendra au fil du temps, honorifique et folklorique. L’habillement de l’époque était composé d’un simple sarreau bleu et d’armes diverses comme le gourdin, le mousquet ou l’arquebuse. 
En octobre 1618, le pape confirmait l’existence d’une Confrérie Sainte-Anne et décidait d’octroyer des indulgences à tous les participants à la procession qui devint, ainsi, un pèlerinage solennel et officiel. 
L’année suivante, l’église reconstruite fut de nouveau consacrée  et c’est à partir de 1619, que l’on trouve les premières traces écrites d’une participation folklorique « militaire » à la procession Sainte-Anne. 
En effet, pour honorer ce pèlerinage, la communauté de Silenrieux (ancienne représentation communale du village) prenait à sa charge les frais d’entretien des tambours et l’achat de poudre pour les salves d’honneur : le premier paiement d’un ’’tamboureur’’ dans les comptes communaux, en 1619, et le paiement de poudre pour les salves d’honneur sont les plus anciennes traces, de l’existence officielle de notre Marche folklorique.
’’Payé à Jean Mengau tamboureur pour avoir venu toucher le tambour au passage des montres (défilés) dernières … 20 sols’’
’’Payé à Jean Daulne pour del poudre que y at heu en sa maison pour tirer àl Ste Anne dernier … 6 livres et 5 sols’’
Le cortège se composait de : 
- la milice rurale comptant principalement des jeunes armés d’arquebuses, de mousquets ou  de revolvers ;  
- la statue Sainte-Anne portée par des membres de sa confrérie précédée de la statue de la  Vierge ; 
- les membres du clergé en habit d’apparat : le curé, les chanoines du Chapitre de Thuin,   seigneurs de Silenrieux et les moines du Jardinet décimateurs et collateurs du village ;
- la noblesse des environs : la princesse de Barbençon, le seigneur de Daussois et de   Neuville ;
- les autorités civiles : le mayeur et les échevins, le bourgmestre, le notaire ;
- la population : la bourgeoisie, les artisans, les paysans, les travailleurs saisonniers,…
En plus d’une participation aux processions de la fête Sainte-Anne, la milice rurale participait aussi à la procession du Saint-Sacrement.
Lors du 5ème anniversaire en 1624, il y eut la présence des arquebusiers de Daussois et lors du 10ème anniversaire en 1629, celle de 30 mousquetaires de Boussu qui vinrent rendre les honneurs à Madame sainte Anne.
De 1690 à 1697 durant l’occupation française de Louis XIV, nous n’avons aucune trace de la Marche.
Après l’occupation française du Roi Soleil en 1698, les milices rurales furent supprimées ; mais la Jeunesse, représentée par un capitaine et un porte-drapeau, prit le relais en créant une Compagnie de jeunes. 
En 1699, la communauté se dotait d’un drapeau pour la compagnie qui escortait la procession Sainte-Anne et c’était l’occasion d’inviter d’autres jeunesses : de 1703 à 1705, celles de Daussois et de Boussu étaient présentes. 
Malheureusement, des abus (et déjà des débordements de certains jeunes) au début du 18ème siècle, allaient entraîner des restrictions et le 
5 juin 1706, une ordonnance de la Principauté de Liège interdisait les tirs d’armes à feu et les feux d’artifice à l’occasion des processions et fêtes publiques ; ceci eut pour conséquence la suppression des salves d’honneur à la fête de sainte Anne durant ce 18ème siècle. 
Toutefois, de 1735 à 1786, les jeunes avaient trouvé une autre solution en allant accompagner la procession de la Trinité à Walcourt qui n’était pas touchée par les mesures d’interdiction, parce que la ville faisait partie du Comté de Namur dans les Pays-Bas autrichiens. 
La communauté de Silenrieux les soutenait en leur payant la poudre.
A partir de 1786, Joseph II interdit les compagnies de Marcheurs lors des processions dans les pays bas autrichiens dont faisait partie le Comté de Namur, en raison de sa politique religieuse restrictive et autoritaire ; quant à la Révolution française, elle interdira purement et simplement toutes les processions.
Il faudra attendre le Concordat, signé par le Premier consul  Bonaparte et le Pape Pie VII, pour revoir les escortes militaires aux processions ; ainsi, en 1803, le Préfet Pérès autorisait Walcourt à refaire la procession de la Trinité et les villages environnants en profitèrent pour participer, de nouveau, à la Trinité et à leur procession villageoise.
Il est probable que la Compagnie de Silenrieux accompagna la procession de sainte Anne, au moins, jusque 1815 et/ou 1816 ; car on sait qu’un nommé « Ganard de Silenrieux », ancien soldat de Napoléon qui rentrait au bercail, rejoignit ses amis lors d’une Sainte-Anne.
Durant la période hollandaise, en 1819, le Prince d’Orange fit publier une ordonnance interdisant l’exhibition, dans les processions, de vêtements extraordinaires ; à partir de ce moment, nous ne trouvons plus aucune trace écrite d’une escorte lors des processions à Silenrieux.
Et il faudra attendre 1863 pour revoir, grâce à l’initiative de la Jeunesse du village, des Marcheurs escorter la Sainte-Anne, cette résurrection étant motivée par les récits des 10 anciens Grognards qui furent décorés, en 1858, de la Médaille de Sainte-Hélène.
Les Marcheurs portaient des costumes disparates, trouvés chez les anciens grognards, dans les anciennes garnisons françaises de Philippeville ou Givet, chez les anciens de la garde civique ou de la gendarmerie.
- Autorisation et Règlement de 1863 (reproduction de documents à mettre en lien avec le paragraphe de 1863)

En 1864, un drapeau fut offert par la famille Sylvain Piret-Scohy, bourgmestre de Silenrieux, à la Jeunesse organisatrice de la Marche.
En 1873, la commune octroyait des crédits spéciaux pour la décoration du 10ème anniversaire de la Marche.
A la fin du 19ème siècle, il y avait 4 pelotons : les sapeurs avec leur tablier de toile brodé, les grenadiers, les voltigeurs et la dernière guérite ; les costumes du 2ème  Empire étaient fournis par la Maison Leclercq de Tarcienne qui fut fondée en 1885.
Les officiers étaient responsables de leurs pelotons respectifs et ensemble, ils formaient un groupe qui succèdera à la Jeunesse.
C’est probablement à ce moment qu’on mit les places aux enchères et en 1897, le Comité de la Marche militaire était composé d’officiers, souvent issus de la Jeunesse.
A partir de 1928, une fanfare est venue s’ajouter à la festivité.
Pendant la guerre 1940-45, on faisait la procession au Cercle Sainte-Anne, puis à l’intérieur de l’église rénovée.

## Evolution à la fin du 20ème siècle
En 1961, un Comité officiel indépendant du Corps d’office fut désigné à la suite de la fondation en 1960 de l’Association des Marches de l’E.S.M. qui en faisait une condition pour y entrer.
Depuis lors, de nombreux changements sont apparus : 
-l’introduction d’une cantinière et d’une retraite aux flambeaux, en 1962 ;
-l’introduction du Premier Empire en 1964 ;
-la création d’un canon en 1967 ;
-le tour des quartiers avec les Marcheurs en plus du Corps d’office en 1972 ;
-la création du groupe de Fontainebleau en 1973 ;
-la création d’un Escadron en 1974 ;
-la petite Marche en 1985 et le petit canon en 1986 ;
-un nouveau drapeau en 1996 ; 
-le retour des voltigeurs en 2013

## Qui est Sainte anne?
Les Evangiles canoniques ne fournissent aucun renseignement. Seuls les Evangiles apocryphes nous disent qu’elle est l’épouse de Joachim ; tous deux de la tribu de Judas, ils seraient restés 20 ans sans postérité et c’est un ange qui aurait donné le prénom de Marie, à leur fille considérée comme l’enfant du miracle. 
Fête : 26 juillet.
Patronne : de la Bretagne et des marins, ainsi que des sculpteurs et des dentellières – Servante des pauvres et recours des femmes stériles.
Attributs : le lys et un livre ouvert (évoquant l’éducation de Marie).